# Megale (cognome)
Megale è un cognome di lingua italiana.

## Varianti
Megali, Megalizzi, Migale, Migali, Migalizzi, Migalli.

## Origine e diffusione
Cognome tipicamente calabrese, è presente anche in Campania.
Potrebbe derivare dal prenome Michele ed essere quindi una variante di Micheli oppure da un termine greco o grico dal significato riconducibile a magnus, "grande", risultando quindi affine al cognome Magni.
La variante Migali è omonima di un cognome sardo.

## Persone
- Francesco Megale – vescovo cattolico italiano
- Martino Megale – vescovo cattolico italiano
- Michele Megale – politico italiano